# WWE NXT
WWE NXT, còn được gọi đơn giản là NXT, là một chương trình truyền hình đấu vật chuyên nghiệp của Hoa Kỳ. Chương trình được sản xuất bởi công ty đấu vật chuyên nghiệp WWE, có sự góp mặt của các đô vật từ bộ phận thương hiệu NXT của công ty. Chương trình hiện đang phát sóng trực tiếp vào các ngày thứ Ba lúc 8 giờ tối theo giờ miền Đông (ET) trên kênh The CW tại Hoa Kỳ và tại hầu hết các thị trường quốc tế trên Netflix.
NXT ban đầu ra mắt vào năm 2010 như một chương trình theo mùa như một sự kết hợp giữa các chương trình sự kiện trực tiếp có kịch bản của WWE và truyền hình thực tế, trong đó các tài năng từ vùng phát triển Florida Championship Wrestling (FCW) của WWE đã tham gia một cuộc thi để trở thành "ngôi sao đột phá" tiếp theo của WWE, với sự giúp đỡ của những người cố vấn từ các thương hiệu Raw và SmackDown của WWE. Năm mùa của lần lặp lại này đã được phát sóng, với Wade Barrett, Kaval, Kaitlyn và Johnny Curtis là những người chiến thắng. Vào tháng 6 năm 2012, WWE đã kết thúc định dạng cuộc thi theo mùa và quyết định cải tổ chương trình thành một chương trình đấu vật phát triển, thay thế cho FCW. NXT đã trở thành chương trình truyền hình hàng đầu của thương hiệu NXT và kể từ đó đã nhận được sự đón nhận tích cực và lượng người xem cao, với lời khen ngợi về chất lượng đấu vật cao và cốt truyện hấp dẫn, đặc biệt là từ năm 2014 đến năm 2018.
Phiên bản đầu tiên của chương trình ra mắt trên Syfy vào ngày 23 tháng 2 năm 2010, thay thế ECW, nhưng đã bị thay thế bởi SmackDown vào tháng 10. Sau đó, chương trình được phát sóng dưới dạng webcast hàng giờ trên WWE.com tại Hoa Kỳ cho đến ngày 13 tháng 6 năm 2012, trước khi được mở rộng ra thị trường quốc tế trên WWE Network vào năm 2014. Năm 2019, NXT mở rộng thành chương trình trực tiếp dài hai giờ trên USA Network, phát sóng vào tối thứ Tư, cùng thời điểm với chương trình chủ lực Dynamite của All Elite Wrestling trên TNT, trước khi chuyển sang tối thứ Ba vào tháng 4 năm 2021. Vào tháng 9 năm 2021, NXT đã được cải tiến và đổi tên thành NXT 2.0. Một chương trình bổ sung có tên NXT Level Up được phát sóng từ ngày 18 tháng 2 năm 2022 đến ngày 27 tháng 12 năm 2024, thay thế cho 205 Live. Vào tháng 9 năm 2022, "2.0" đã bị loại khỏi tiêu đề và vào ngày 1 tháng 10 năm 2024, NXT chuyển sang The CW.
WWE Network đã ngừng hoạt động tại Hoa Kỳ vào ngày 5 tháng 4 năm 2021, với tất cả nội dung được chuyển đến Peacock, nơi hiện có hầu hết các tập NXT trước đó, ngoại trừ nội dung đã bị kiểm duyệt hoặc xóa bởi bộ phận tiêu chuẩn và thực hành của Peacock TV. Các tập gần đây vẫn có sẵn để xem theo yêu cầu 30 ngày sau ngày phát sóng ban đầu.

## Đô vật
Các đô vật xuất hiện trên WWE tham gia vào các trận đấu với cốt truyện được viết sẵn. Các đô vật được miêu tả là anh hùng, nhân vật phản diện hoặc những nhân vật ít nổi bật hơn trong các sự kiện được viết sẵn tạo nên sự căng thẳng và lên đến đỉnh điểm trong một trận đấu vật.
Các bình luận viên chính cho NXT là Vic Joseph, Corey Graves và Booker T. Các bình luận viên bổ sung là Michael Cole, Jim Ross, Tony Dawson, Tom Phillips, Rich Brennan, Mauro Ranallo và nhiều người khác kể từ khi chương trình được thành lập.

## Lịch sử phát sóng
| Kênh truyền hình | Khung giờ            | Thời gian             |
| ---------------- | -------------------- | --------------------- |
| Syfy             | Thứ ba 10–11 p.m. ET | 23/2/2010 – 28/9/2010 |
| Syfy             | Thứ ba 8–10 p.m. ET  | 8/2/2022 – 15/2/2022  |
| USA              | Thứ tư 8–10 p.m. ET  | 18/9/2019 – 7/4/2021  |
| USA              | Thứ ba 8–10 p.m. ET  | 13/4/2021 – 24/9/2024 |
| The CW           | Thứ ba 8-10 p.m ET   | 1/10/2024 – nay       |